# Egidio Arévalo Ríos
Egidio Arévalo Ríos (* 1. Januar 1982 in Paysandú) ist ein uruguayischer Fußballspieler.

## Karriere

### Verein

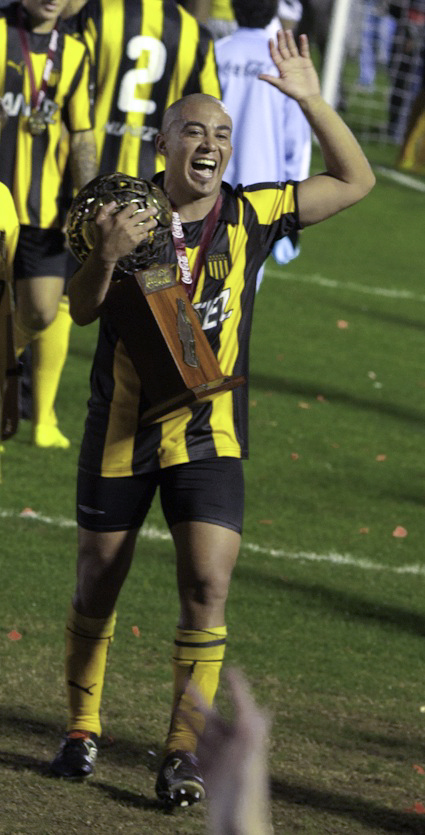
Egidio Arevalo bei Peñarol 2010

Der 1,68 Meter große, El Cacha genannte, als kampfstark geltende zentrale Mittelfeldspieler Arévalo Ríos spielte zunächst für Paysandú Bella Vista aus seiner Heimatstadt Paysandú. Dort debütierte er im Jahr 2000 auf Profiebene. Nach zwei dort Jahren wechselte er zu einem Verein, der ebenfalls Bella Vista hieß, aber in Montevideo ansässig ist. Vier Jahre später folgte der Wechsel zum uruguayischen Serienmeister Club Atlético Peñarol, mit der in der Saison 2006/07 das Finale um die Uruguayische Meisterschaft gegen den Danubio FC verlor.
Anschließend verließ er Uruguay und schloss sich dem mexikanischen Klub CF Monterrey an. In der Clausura 2008 schied er mit Monterrey in den Play-offs zur mexikanischen Meisterschaft im Halbfinale aus. Dort scheiterte die Mannschaft an dem späteren Sieger Santos Laguna und das, obwohl Monterrey die Auswärtstorregel nach zwei Unentschieden gewonnen hätte. Da diese aber in Mexiko nicht zählt, setzte sich das höhergesetzte Santos Laguna durch.
In der zweiten Hälfte des Jahres 2008 kehrte Arévalo nach Uruguay, zu Danubio, zurück. CF Monterrey blieb jedoch weiterhin, auch bei Arévalos Wechsel zum mexikanischen Erstligisten Club San Luis Anfang 2009, Co-Eigentümer.
Zu Beginn der Clausura 2010 wechselte er zum Club Atlético Peñarol. Der mexikanische Klub CF Monterrey besaß jedoch weiterhin die Hälfte der Spielerrechte. Mit Peñarol gewann er im Mai 2010 als Stammspieler die uruguayische Meisterschaft, nachdem er sich mit seinem Team in insgesamt drei Meisterschaftsfinalspielen gegen Nacional Montevideo durchsetzen konnte. In der Folge wurde der Vertrag mit Arévalo um ein weiteres halbes Jahr verlängert. Im Juli 2010 trat CF Monterrey seine Rechte an Arévalo Ríos für eine Gebühr von 880.000 $ vollständig an Peñarol ab. Nach seinen starken Leistungen bei der WM 2010 waren mehrere Teams, darunter Cagliari Calcio, Newcastle United und Hércules Alicante an einer Verpflichtung von Arévalo Ríos interessiert. Arévalo Ríos blieb dennoch für ein weiteres halbes Jahr bei Peñarol. Anfang 2011 erfolgte schließlich der Wechsel zum brasilianischen Erstligisten Botafogo FR. Ende Juli 2011 schloss sich Arévalo Ríos dem mexikanischen Erstligisten Club Tijuana an.
Im Juli 2012 wechselte er zum italienischen Erstligisten US Palermo, für den er in der Saison 2012/13 27 Ligaspiele bestritt und zwei Treffer erzielte.
Im August 2013 wechselte er in die USA zu Chicago Fire. Dabei handelte es sich um eine Ausleihe. Für die US-Amerikaner absolvierte er neun Spiele (kein Tor). Sodann erwarb UANL Tigres im Dezember 2013 die Transferrechte. Am 30. Dezember 2013 wurde Arévalo Ríos als Neuzugang bei Monarcas Morelia präsentiert, wohin er direkt für sechs Monate weiter verliehen wurde. Für die Mexikaner lief er in 13 Ligapartien auf und erzielte einen Treffer. Auch in zwei Begegnungen der Copa Libertadores 2014 kam er zum Einsatz (kein Tor).
Mitte Juli 2014 kehrte er zu UANL Tigres zurück und bestritt in der Folgezeit bislang (Stand: 18. Januar 2016) 48 Ligaspiele (ein Tor) in der Primera División, drei Partien (ein Tor) der Copa México, zwei Begegnungen (kein Tor) in der Supercopa MX, zwölf Spiele (drei Tore) in der Copa Libertadores 2015 und drei Aufeinandertreffen (kein Tor) in der CONCACAF Champions League 2015/16. Seit Januar 2016 spielte er für zunächst sechs Monate auf Leihbasis bei Atlas Guadalajara, der sich eine Kaufoption sicherte. Für die Mexikaner aus Guadalajara absolvierte er 17 Ligaspiele (kein Tor) und zwei Pokalpartien (kein Tor). Im Juni 2016 schloss er sich dann nach innermexikanischem Wechsel dem Chiapas FC an. Nach 15 Ligaeinsätzen und einem im mexikanischen Pokal (jeweils kein Tor)verkündete Arévalo Ríos am 20. November 2016, dass er aufgrund der wirtschaftlichen Schwierigkeiten des Klubs diesen verlassen werde. Anfang Januar 2017 verpflichtete ihn der CD Veracruz, für den er 17 Ligaspiele (ein Tor) absolvierte. Ende Juni 2017 wechselte er als Wunschspieler von Trainer Diego Cocca für ein Jahr auf Leihbasis zum Racing Club nach Argentinien. Bei den Argentiniern jedoch spielte er keine große Rolle. Sein Vertrag bei Racing wurde im Januar 2018 aufgelöst. Ein halbes Jahr später verpflichtete Club Libertad den damals 36-jährigen. Hier bekam er jedoch keinen Einsatz. Wiederum ein halbes Jahr später wechselte er zu Deportivo Municipal, wo er eigentlich eine feste Rolle hatte. Nach nur fünf Monaten jedoch wurde sein Vertrag plötzlich aufgelöst. Im Juli 2019 nahm ihn der UAT Correcaminos auf und er bekam einige Einsätze in Mexikos zweiter Liga. Nach einem halben Jahr stand er wieder ohne Verein da. So ging er im März 2020 zu Institución Atlética Sud América, einem unterklassigen Verein in Uruguays Hauptstadt Montevideo.
Für die Saison 2021 unterschrieb Ríos beim CSD Sacachispas in Guatemala. Bis Vertragsende im Juli des Jahres bestritt er 18 Ligaspiele. Danach war er ohne weiteren Kontrakt. Im Januar 2022 unterzeichnete er nochmal bei Sacachispas, verließ den Klub im Mai aber wieder ohne zu Einsätzen gekommen zu sein.

### Nationalmannschaft

#### Juniorenmannschaften und Olympiaauswahl
Arévalo Ríos bestritt am 9. Juni 1998 unter Trainer Víctor Púa in der Partie gegen Kolumbien sein einziges Länderspiel in der U-17-Auswahl Uruguays. Arévalo wurde als einer von drei älteren Spielern in den uruguayischen Kader für das olympische Fußballturnier 2012 berufen. Im Jahr 2012 kam er inklusive seines Debüts am 11. Juli 2012 fünfmal in der Olympiaauswahl des Landes zum Zug.

#### A-Nationalmannschaft
Arévalo Ríos debütierte am 27. September 2006 beim Spiel gegen Venezuela unter Trainer Óscar Tabárez in der uruguayischen A-Nationalmannschaft, als er in der 73. Spielminute für Ignacio González eingewechselt wurde.
Da er im Verlaufe der Qualifikationsspiele zur WM 2010 nur ein Mal, als Einwechselspieler, zum Einsatz kam, wurde seine Nominierung in den uruguayischen Kader für die WM 2010 mit Überraschung aufgenommen. Mit Uruguay erreichte er bei dieser WM den vierten Platz, die beste WM-Platzierung Uruguays seit 1970. Im Spiel um Platz drei gegen Deutschland bereitete er den 2:1-Führungstreffer durch Diego Forlán vor. Trotzdem unterlag seine Mannschaft am Ende mit 2:3 wie schon im Halbfinale gegen die Niederlande.
Bis zum Beginn der WM hatte der zu dieser Zeit 28-Jährige sechs Länderspiele bestritten und dabei lediglich einmal in der Startelf gestanden. Bemerkenswert ist, dass er bei allen sieben Begegnungen Uruguays bei der WM 2010 über die volle Spieldauer mitwirkte. Nur Torwart Fernando Muslera und Maxi Pereira kamen ebenfalls in allen Partien Uruguays über die volle Spielzeit zum Einsatz.
2011 gewann er mit Uruguay die Copa América in Argentinien und gehörte dabei in allen Spielen der Startformation an. Auch beim FIFA-Konföderationen-Pokal 2013 wirkte er mit. Bei der Weltmeisterschaft 2014 in Brasilien gehörte er ebenso wie auch bei der Copa América 2015 in Chile erneut dem Aufgebot Uruguays an.
Insgesamt absolvierte Arévalo Ríos bislang 75 Länderspiele für die A-Nationalmannschaft. Ein Tor erzielte er dabei nicht. Sein vorläufig letzter Einsatz datiert vom 17. November 2015.

## Erfolge
- Uruguayische Meisterschaft: 2009/10
- WM-Teilnahme: 2010 (7 Einsätze), 2014
- Sieger der Copa América 2011